# Seznam italijanskih filmskih režiserjev
Seznam italijanskih filmskih režiserjev.

## A
- Silvano Agosti (1938)
- Goffredo Alessandrini (1904-1978)
- Ottavio Alessi (1919-1978)
- Mario Almirante (1890-1964)
- Silvio Amadio (1926-1995)
- Luis César Amadori (1902-1977)
- Giuseppe Amato (1899-1964)
- Arturo Ambrosio (1870-1960) (producent)
- Gianni Amelio (1945)
- Mario Amendola (1910-1993)
- Sergio Amidei (1904-1981) (scenarist)
- Roberto Andò (1959)
- Alessandro Angelini (1971)
- Gianfranco Angelucci (1946)
- Michelangelo Antonioni (1912-2007)
- Francesca Archibugi (1960)
- Asia Argento (1975)
- Dario Argento (1940)
- Tiziana Aristarco (1960) (TV)
- Ovidio Gabriel Assonitis (1943) (grško-it.)
- Pupi Avati (1938)

## B
- Luis Fulvio Baglivi (1977)
- Gianfranco Baldanello (1928-1990)
- Dario Baldi (1976)
- Ferdinando Baldi (1927-2007)
- Gian Vittorio Baldi (1930-2015)
- Gabriele Baldini (1919-1969) (scenarist)
- Francesco Barilli (1943)
- Beniamino Barrese (1986) (direktor fotografije...)
- Lamberto Bava (1944)
- Mario Bava (1914-1980)
- Luigi Bazzoni (1929-2012)
- Marco Bellocchio (1939)
- Giuliana Berlinguer (1933-2014)
- Bernardo Bertolucci (1941-2018)
- Roberto Benigni (1952)
- Alberto Bevilacqua (1934-2013)
- Paolo Bianchini (1931/3-)
- Rodolfo Bisatti (1960)
- Laura Bispuri (1977)
- Alessandro Blasetti (1900-1987)
- Mauro Bolognini (1922-2001)
- Marco Bonfanti (1980)
- Mario Bonicatti
- Giuseppe Bonito
- Mario Bonnard (1889-1965)
- Bruno Bozetto (1938-) (animator, satirik)
- Tinto Brass (1933)
- Maurizio Braucci (1966) (scenarist)
- Alfonso Brescia (1930–2001)
- Guido Brignone (1886-1959)
- Fausto Brizzi (1968)
- Franco Brogi Taviani (1941-)
- Francesco Bruni (1961)
- Massimiliano Bruno (1970)
- Valeria Bruni Tedeschi (1964) (italijansko-francoska)
- Franco Brusati (1922-1993)

## C
- Mario Caiano (1933-2015)
- Mario Camerini (1895-1981)
- Pasquale Festa Campanile (1927-1996)
- Carlo Campogalianni (1885-1974)
- Ricciotto Canudo (1877-1923) filmski teoretik in kritik, avtor "Manifesta sedme umetnosti"
- Antonio Capuano (1940)
- Jonas Carpignano (1984) (it.-amer.)
- Mario Caserini (1874-1920)
- Enrico Casarosa
- Renato Castellani (1913-1985)
- Enzo G. Castellari (1938)
- Pietro Castellitto (1991)
- Sergio Castellitto (1953)
- Liliana Cavani (1933)
- Osvaldo Cavandoli (1920-2007) (animator)
- Emilio Cecchi (1884-1966) (scenarist)
- Suso Cecchi D'Amico (1914-2010) (scenaristka)
- Fernando Cerchio (1914–1974)
- Luigi Chiarini (1900-1975) (kritik, teoretik, scenarist, režiser)
- Nando Cicero (1931-1995)
- Daniele Cipri (1962)
- E. B. Clucher (pr.i. Enzo Barboni) (1922-2002)
- Albino Cocco (1933–2003)
- Simona Cocozza (1976)
- Giada Colagrande (1975)
- Duilio Coletti (1906-1999)
- Giuseppe Colizzi (1925-1978)
- Katja Colja (1969)
- Francesca Comencini (1961)
- Cristina Comencini (1956)
- Luigi Comencini (1916-2007)
- Alberto Consiglio (scenarist)
- Romeo Conte (1956)
- Bruno Corbucci (1931-1996) (scenarist)
- Sergio Corbucci (1927-1990)
- Pappi Corsicato (1960)
- Paola Cortellesi (1973)
- George P. Cosmatos (1941-2005) (grškega porekla)
- Panos Cosmatos (italijansko-kanadski)
- Mario Costa (1904-1995)
- Paolo Costella (1964)
- Saverio Costanzo (1975)
- Vittorio Cottafavi (1914-1998)
- Luigi Cozzi (1947)
- Mario Craveri (1902-1990) (dir. fotografije in režiser)
- Emanuele Crialese (1965)
- Barbara Cupisti (1962)

## D
- Massimo Dallamano (Max Dillman/Max Dillmann/Jack Dalmas) (1917-1976)
- Joe D'Amato (Aristide Massaccesi) (1936–1999)
- Lucio D'Ambra (1877-1939)
- Damiano Damiani (1922-2013)
- Margherita D'Amico (1967) (scenaristka)
- Masolino D'Amico (1939) (scenarist)
- Aldo De Benedetti (1892-1970) (scenarist)
- Tonino De Bernardi (1937)
- Antonietta De Lillo (1960)
- Peter Del Monte (1943-)
- Alberto De Martino (1929-2015)
- Ruggero Deodato (1939)
- Francesco De Robertis (1902-1959)
- Giuseppe De Santis (1917–1997)
- Vittorio De Sica (1901-1974)
- Tonino Delli Colli (1923-2005) (direktor fotografije)
- Alessandro D'Eva (1927) direktor fotografije
- Anna Di Francisca (1961)
- Fernando Di Leo (1932-2003)
- Damiano D'Innocenzo & Fabio D'Innocenzo (1988)
- Carlo Di Palma (1925–2004)
- Giorgio Diritti (1959)
- Andrea Di Stefano (1972)
- Gianni Di Venanzo (1920-1966) (direktor fotografije)

## E
- Luciano Ercoli (1929–2015)

## F
- Roberto Faenza (1943)
- Giovanni Fago (1933)
- Francesco Falaschi (1961)
- Federico Fellini (1920-1993)
- Abel Ferrara (1951) (ameriško-it.)
- Marco Ferreri (1928-1997)
- Pasquale Festa Campanile (1927-1986)
- Sara Fgaier (1982)
- Demofilo Fidani (1914-1994)
- Ferdinando Cito Filomarino (1986)
- Armando Fizzarotti (scenarist)
- Ettore Maria Fizzarotti
- Ennio Flaiano (1910-1972)
- Giovacchino Forzano (1884-1970)
- Gianni Franciolini (1910-1960)
- Massimo Franciosa (1924-1998)
- Riccardo Freda (1909-1999)
- Lucio Fulci (1927-1996)
- Maria Pia Fusco (1939-2016) (scenaristka)

## G
- Carmine Gallone (1885-1973)
- Matteo Garrone (1968)
- Nico Garrone (1940-2009) (scenarist)
- Lodovico Gasparini (1948)

- Vittorio Gassman (1922-2001)
- Ernesto Gastaldi (1934) (scenarist)
- Piergiorgio Gay (1959)
- Augusto Genina (1892-1957)
- Paolo Genovese (1966)
- Giacomo Gentilomo (1909–2001)
- Pietro Germi (1914-1974)
- Emilio Ghione (1879-1930)
- Giancarlo Giannini (1942)
- Giulio Gianinni (1927-2009)
- Marco Tullio Giordana (1950)
- Giulia Giapponesi
- Marino Girolami (1914–1994)
- Enzo Girolami Castellari (1938)
- Claudio Giovannesi (1978)
- Franco Giraldi (1931-2020)
- Eleonora Giorgi (1953)
- Enrico Gras (1919–1981)
- Sergio Grieco (1917–1982)
- Aldo Grimaldi (1942–1990)
- Aurelio Grimaldi (1957)
- Giovanni Grimaldi (1917–2001)
- Luca Guadagnino (1971)
- Alfredo Guarini (1901-1981)
- Enrico Guazzoni (1876-1949)
- Gerardo Guerrieri (1920–1986)
- Romolo Guerrieri (1931)
- Mino Guerrini (1927–1990)
- Guidarino Guidi (1922–2003)

## H
- Alessandro Haber (1947)
- Paolo Heusch (1924-1982)
- Terence Hill (1939) (prv.i. Mario Girotti) (1939)

## I
- Emanuele Imbucci
- Stefano Incerti (1965)
- Paolo Infascelli (1938-1977)

## J
- Gianluca Jodice (1973-)
- Andrea Jublin (1970-)

## L
- Wilma Labate (1949)
- Raffaele La Capria (1922-2022) (scenarist)
- Aldo Lado (Reka, 1934-2023) (scenarist...)
- Alberto Lattuada (1914-2005)
- Umberto Lenzi (1931-2017)
- Edoardo Leo (1972)
- Sergio Leone (1929-1989)
- Guido Leoni (1920-98) (scenarist)
- Antonio Leonviola (1913-95) (scenarist)
- Luciano Ligabue (1960)
- Carlo Lizzani (1922-2013)
- Nanni Loy (1925-1995)
- Maurizio Lucidi (1932-2005)
- Luca Lucini (1967)
- Emanuele Luzzati (1921-2007) (slikar, animator)

## M
- Ruggero Maccari (1919-1989) (scenarist)
- Paolo Magelli (1947-) (gledališki)
- Luigi Maggi (1896-1946)
- Anton Giulio Majano (1909-1994)
- Curzio Malaparte
- Guido Malatesta (1919-1970)
- Luigi Malerba (Luigi Bonardi) (1927-2008) (scenarist)
- Diana "Spaghetto" Manfredi
- Ginanfranco Manfredi (animator)
- Luca Manfredi (1958)
- Nino Manfredi (1921-2004)
- Guido Manuli (1939) (mdr. animator)
- Alina Marazzi (1964)
- Pietro Marcello (1976)
- Francesca Marciano (scenaristka)
- Franco Maresco (1958)
- Ettore Maria Margadonna (1893-1975) (scenarist)
- Vincenzo Marra (1972)
- Marco Martani (1968)
- Otello Martelli (1902-2000) (snemalec-direktor fotografije)
- Federica Martino (1973)?
- Luciano Martino (1933-2013)
- Sergio Martino (1938)
- Nino Martoglio (1870-1921)
- Mario Martone (1959)
- Citto (Francesco) Maselli (1930-2023)
- Mario Mattoli (1898-1980)
- Lorenco Mattotti (1954) (animator)
- Renato May (Šibenik, 1909-1969) (teoretik, montažer, režiser)
- Enrico Medioli (1925-2017) (scenarist)
- Francesco Miccichè (1966)
- Ginafranco Mignozzi (1932-2009)
- Riccardo Milani (1958)
- Renato Minore (1944) (scenarist)
- Federico Moccia (1963)
- Mario Monicelli (1915-2010)
- Giuliano Montaldo (1930-2023)
- Enzo Monteleone (1954)
- Sabrina Morena (režiserka in scenaristka)
- Nanni Moretti (1953)
- Gabriele Muccino (1967)

## N
- Armando Nanuzzi (1925-2001) (snemalec, režiser)
- Piero Natoli (1947-2001)
- Alberto Negrin (1940-)
- Baldassare Negroni (1877-1945)
- Daria Nicolodi (1950-2020) (scenaristka)
- Nick Nostro (1931–2014)
- Elvira Notari (1875-1946)

## O
- Matteo Oleotto (1977)
- Ermanno Olmi (1931-2018)

## P
- Marcello Pagliero (1907-1980) (francosko-italijanski)
- Amleto Palermi (1889-1941)
- Ago Panini (1967)
- Domenico Paolella (1915-2002)
- Giulio Paradisi (1934)
- Neri Parenti (1950)
- Goffredo Parise (scenarist)
- Gianfranco Parolini (1925–2018)
- Pier Paolo Pasolini (1922–1975)
- Giovanni Pastrone (1883-1959)
- Francesco Patierno (1964)
- Giuseppe Patroni Griffi (1921–2005)
- Corrado Pavolini (1898–1980) (scenarist)
- Giuseppe Pedersoli (1961) (scenarist)
- Clare Peploe (scenaristka)
- Marco Perego (1979)
- Piero Pierotti (1912-1970)
- Leonardo Pieraccioni (1965)
- Tullio Pinelli (1908-2009) (scenarist)
- Massimo Romeo Piparo (1967) (gledališki)
- Giovanni Piperno (1964)
- Ugo Pirro (1920-2008) (scenarist)
- Fabio Pittorru (1928-95)
- Andrea Pizzini (dokumentarist)
- Michele Placido (1946)
- Cristiano Pogany (1947-1999) (snemalec?)
- Fernando Maria Poggioli (1897-1945)
- Gillo Pontecorvo (1919-2006)
- Carlo Ponti (1912/13-2007) (producent)
- Maurizio Ponzi (1939)
- Andrea Porporati (1964)
- Renato Pozzetto (1940)
- Gianni Puccini (1914-1968) (scenarist)
- Massimo Pupillo (1929-1999)

## Q
- Costanza Quatriglio (1973)

## R
- Stefano Reali (1957)
- Luca Ribuoli (1969)
- Tonino Ricci (1927-2014)
- Gennaro Righelli (1886-1949)
- Dino Risi (1916-2008)
- Marco Risi (1951)
- Sebastiano Riso (1983)
- Alice Rohrwacher (1981)
- Brunello Rondi (1924-89) (scenarist)
- Francesco Rosi (1922-2015)
- Roberto Rossellini (1906-1977)
- Franco Rossi (1919-2000)
- Giuseppe Rotunno (1923) (snemalec-direktor fotografije)

## S
- Dardano Sacchetti (1944) (scenarist)
- Emanuele Salce (1966)
- Luciano Salce (1922-1989)
- Enrico Maria Salerno (1926-1994)
- Gabriele Salvatores (1950)
- Laura Samani (1989)
- Domenico Saverni (1958)
- Emanuele Scaringi (1979)
- Romano Scavolini (Reka, 1940)
- Sauro Scavolini (1934)
- Piero Schivazappa (1935)
- Pietro Sciumè
- Ettore Scola (1931-2016)
- Giuseppe Maria Scotese (1916-2002)
- Mario Sequi (1913-1992)
- Gustavo Serena (1881–1970)
- Elisabetta Sgarbi (1956)
- Giuseppe Sgarbi (1921-2018) (scenarist)
- Alberto Simone (1956)
- Giorgio Simonelli (1901–1966)
- Michele Soavi (1957)
- Mario Soldati (1906-1999)
- Silvio Soldini (1958)
- Sergio Sollima (1921-2015)
- Stefano Sollima (1966)
- Rodolfo Sonego (1921-2000) (scenarist)
- Alberto Sordi (1920–2003)
- Paolo Sorrentino (1970)
- Simone Spada (1973)
- Steno (Stefano Vanzina) (1917–1988)
- Vittorio Storaro (1940) (direktor fotografije)

## T
- Susanna Tamaro (1957, Ts)
- Giovanna Taviani (1969)
- Paolo (1931-2024) in Vittorio Taviani (1929-2018)
- Duccio Tessari (1926-1994)
- Ugo Tognazzi (1922–1990)
- Aldo Tonti (1910-1988) (snemalec)
- Giuseppe Tornatore (1956)
- Guido Tosi (1944)
- Totò (Antonio de Curtis Gagliardi Griffo Focas) (1898–1967) (scenarist)
- Luis Trenker (1892-1990) (Južni Tirolec)
- Massimo Troisi (1953-1994)
- Marco Turco (1960)

## V
- Tonino Valerii (1934-2016)
- Florestano Vancini (1926-2008)
- Walter Veltroni (1955)
- Luca Verdone (1953)
- Daniele Vicari (1967)
- Francesco Vicario (1959)
- Paolo Virzì (1964)
- Eriprando Visconti di Modrone (1932-1995)
- Luchino Visconti (1906-1976)

## W
- Lina Wertmüller (1928-2021)
- Fulvio Wetzl

## Z
- Maurizio Zaccaro (1952)
- Luigi Zampa (1905-1991)
- Federico Zampaglione (1968)
- Gianni Zanasi (1965)
- Monica Zapelli (1966) (scenaristka)
- Cesare Zavattini (1902–1989) (scenarist)
- Franco Zeffirelli (1923–2019)
- Primo Zeglio (1906-1984)